# 사스마타

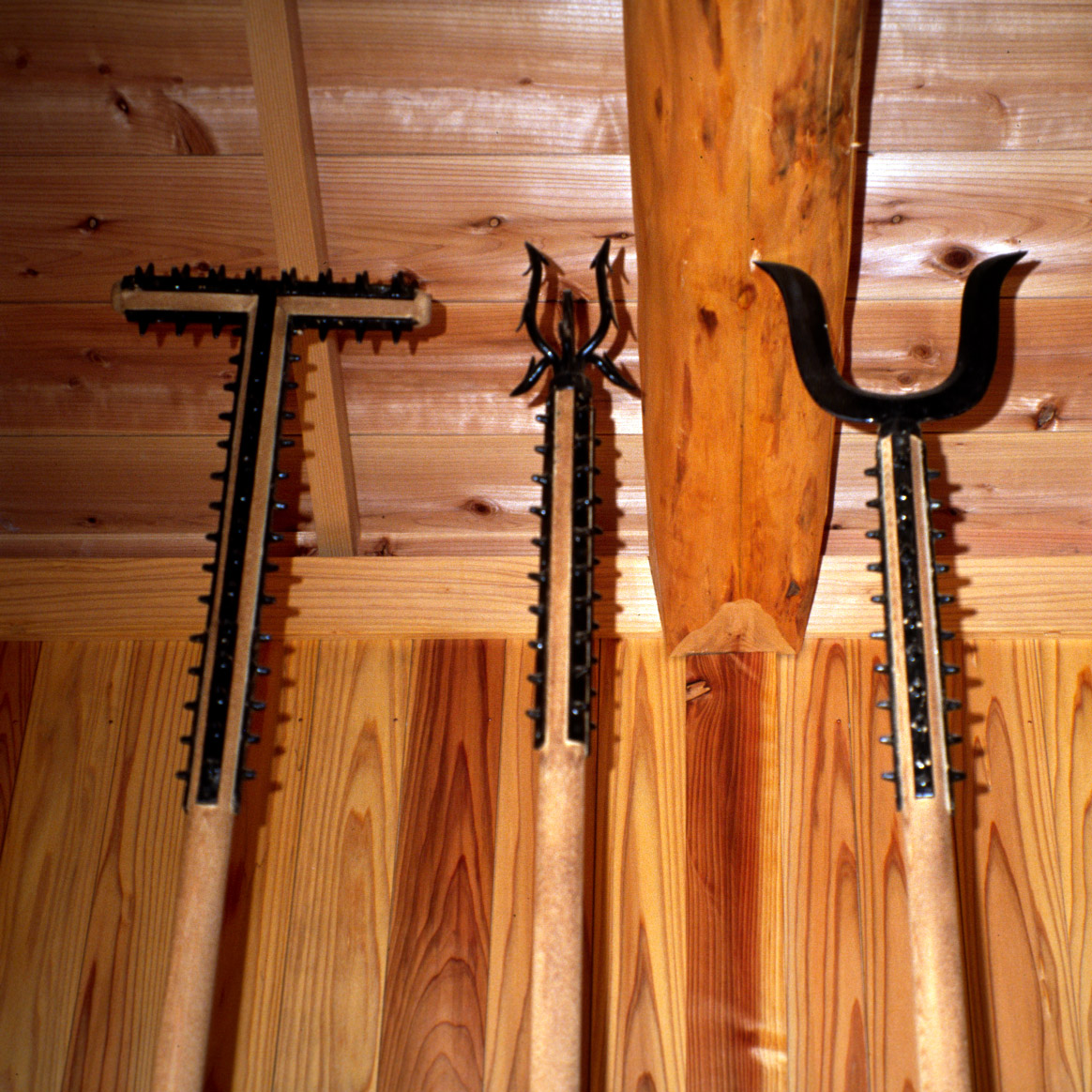
에도시대의 삼도구. 왼쪽에서부터 츠쿠보(돌봉), 소데가라미(수닉), 사스마타(자탈)

사스마타(일본어: 刺股 さすまた[*])는 일본의 포물도구이다. 센고쿠 시대에 사무라이 계급이 주로 사용하였으며, 현대에는 범죄자를 제압하는데 사용된다.
2~3m의 자루 끝에 U자형 쇠붙이가 달려 있어 쇠붙이 부분으로 상대방의 목과 팔 등을 벽이나 땅으로 밀어 붙여 제압한다. 쇠붙이의 양 끝은 굽어있어 이를 상대방의 옷소매 등에 얽어 잡아당길 수도 있다.
원래는 에도시대에 만들어진 물건으로 저항하는 상대의 움직임을 막기 위해 포물용으로 사용됐다.자루가 길어 짧은 칼이나 장검을 등을 든 상대방과 거리를 확보하고 안전하게 대응할 수 있다. 비행 도구 일반에 대한 대응은 기본적으로 불가능하다.

## 역사
무로마치 시대부터 사용되었다는 주장도 있으나 에도시대에 처음 사용된 것으로 받아들여진다. 에도시대에 츠쿠보(돌봉), 소데가라미(수닉)와 함께 범죄자를 제압하는데 사용되었다. 이들을 묶어 '삼도구'라 부른다. 무예의 일종으로 발전하여 《화한삼재도회》에는 관인(關人)과 수문장(門が)이 사용하는 기술이 적혀있다.

일본 소방서의 지도 기호

마을에 화재가 발생했을 때 집을 부수는 도구로도 사용되었다. 연소 중인 가옥을 재빨리 부수어 방화대로 삼으며 연소를 방지하고 진화하는데 사용되었기 때문에 현재 일본의 지도에서 소방서를 나타내는 기호로도 사용된다.
포물용 사스마타는 대상이 자루를 잡고 도망가지 못하도록 쇠붙이에 가까운 자루에는 날카로운 가시를 달아놓았다. 이를 여럿 붙여 쇠붙이 부분으로 치거나 눌러 대상자의 활동을 정지시켜 포박하였다.
삼도구를 이용한 기술인 삼도구술은 현재 일부 고류무술 유파를 제외하고는 거의 전해지지 않는다. 오늘날에는 방범용품으로 사스마타가 이용되고 있어 삼도구술을 부흥시키려는 움직임도 관측된다.

## 방법도구로

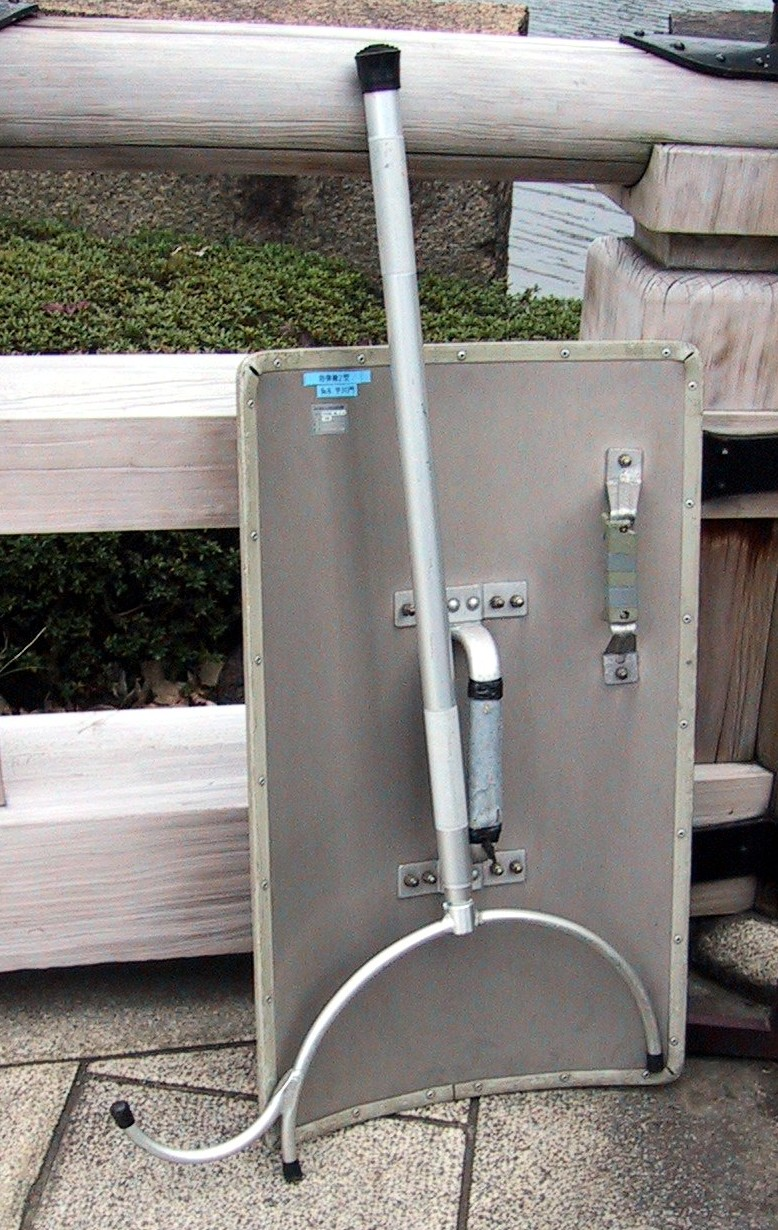

현대에는 자루가 나무에서 알루미늄이나 강화 플라스틱으로 되어 경량화되고 더욱 다루기 편해져 일본 경찰에서도 사용되고 있다. 최근에는 오사카 학교 학살 사건이나 기타 괴한들에 의한 학교 침입 사건이 잇따른 2002년 이후, 방범용품으로 학교 시설에 도입하는 추세이다. 뿐만 아니라 금융 기관도 강도의 피해로부터 방어하려는 의도로 도입하는 움직임도 보인다. 그 외 민간 경비업체 소속 경비원도 경비업법 개정으로 휴대 및 사용이 가능해졌다.
사스마타만으로는 억제력이 부족하기 때문에, 대상자와 거리를 확보하는데 사용된 뒤 최루스프레이나 테이저건으로 상대방을 제압하고 포박하기도 한다. 사스마타만으로 대상자를 제압하기 어렵고 기술이 필요하기 때문에 벽 등에 눌러놓고 지원을 기다리거나 쫓아내는 용도로도 사용된다.
단, 이러한 행위는 상대방의 완력이 강할 경우 반격을 당할 수도 있으므로 한 면보다는 여럿이서 제압하는 방식이 권장된다. 에도시대의 기술중에는 목이나 손발을 누르는 것이 많았지만, 현재는 상대방의 몸통을 짓누르도록 쇠붙이부가 대형화되고 있다. 훈련받지 않은 사람의 경우 몸통을 누르는 것이 움직임이 빠른 손발이나 쉽게 보호할 수 있는 목을 노리는 것보다 확실한 제압 방식으로 여겨진다.
현재 본 기구를 취급할 때 기구 제조·판매업체의 담당자나 경찰관 등이 주가 되어 학교 관계자나 금융기관 종업원에게 가르치는 강습회도 일본 전국 각지에서 개최되고 있다.

## 같이 보기
- 수닉
- 돌봉
- 선장 (무기)